# Чаніграбен
Чаніграбен (нім. Tschanigraben) — громада на сході Австрії у федеральній землі Бургенланд. Входить до складу округу Гюссінг. Населення — 59 осіб (станом на 1 січня 2016 року). Займає площу 1,7 км².

## Історія
Як і весь Бургенланд, місто до 1920 року належало Угорщині. Після закінчення Першої світової війни місто відійшло до новоствореної республіки Бургенланд. У 1922 Бургенланд став частиною Австрії.